# Liniștea din adîncuri
Liniștea din adîncuri este un film românesc din 1982, regizat de Malvina Urșianu după propriul scenariu. Rolurile principale sunt interpretate de George Motoi, Gina Patrichi, Emanoil Petruț, Daniel Tomescu, Val Paraschiv și Valentin Plătăreanu.
Subiectul filmului îl reprezintă lupta desfășurată de forțele antifasciste din România pentru a împiedica exploatarea bogățiilor țării de către Germania Nazistă.

## Rezumat
Acțiunea se petrece în anii celui de-al Doilea Război Mondial. Armata Germană este interesată de bogățiile petroliere ale României și colaborează strâns cu proprietara mai multor sonde petroliere din zona Câmpina (Gina Patrichi), căreia îi conferă decorații și îi virează sume mari de bani în conturile bancare din Elveția. Ea acceptă să cedeze acțiuni către o societate germană de exploatare, considerând că „secolul e vulgar, iar vremurile grele”.
Aflat temporar în aprilie 1942 într-o celulă a Siguranței, inginerul geolog Voinea (George Motoi) îl cunoaște pe tânărul ilegalist comunist Petre Bratu, în vârstă de 19 ani. Acesta era acuzat de săvârșirea unor acțiuni de sabotaj la rafinăriile din zona Câmpina și a fost bătut cu sălbăticie pentru a-și recunoaște complicii. Tatăl său, maistrul sondor Vasile Bratu (Emanoil Petruț), este și el un ilegalist comunist. Voinea este eliberat la intervenția Ambasadei Germane, iar ministrul (Costel Constantin) îi pune mașina sa personală la dispoziție. Inginerului i se cere să colaboreze la efectuarea de prospecțiuni geologice în zona Buzăului cu scopul de a se găsi rezerve petroliere noi. Pentru a-i câștiga încrederea, Ambasada îi pune la dispoziție o mașină de care inginerul refuză să se folosească. 
Obsedat de salvarea tânărului Petru Bratu, care fusese condamnat la moarte, inginerul Voinea o roagă pe proprietara sondelor petroliere din zona Câmpina, o femeie cu relații la Berlin, să intervină la autoritățile germane pentru a-l salva. Aceasta este o colaboratoare a naziștilor și refuză să intervină pentru un comunist, pe care îl consideră un dușman personal. În ultimele sale clipe de viață, tânărul își roagă tatăl să nu plângă pentru că lui nu-i e frică de moarte, la fel ca și strămoșilor daci. El va fi executat, strigând Trăiască România Liberă! în fața plutonului de execuție.
Conștientizând că tânărul a murit pentru un ideal în care credea și el, inginerul Voinea se alătură forțelor antifasciste. Nevrând ca germanii să secătuiască rezervele de petrol ale țării, el dispune efectuarea de foraje în alte zone unde știa că nu sunt zăcăminte. Inginerul Nacu, care își dăduse seama de intențiile lui Voinea și voia să colaboreze cu nemții, este găsit însă asasinat. Imediat după asasinat, secretarul și omul de încredere al patroanei, Radu, dispare în mod suspect și nu mai este găsit. În acest timp, sabotajele continuă la rafinărie.
Temându-se că va fi percheziționat, Voinea îi cere soției sale să vină la Câmpina cu mașina pusă la dispoziție de Ambasada Germană și să-i aducă valiza cu documente. Soția sa era fiica marelui chirurg Stancovici, iar cei doi nu aveau copii. Inginerul o iubea pe doctorița Maria, dar nu putea să se căsătorească cu ea pentru că soția sa, care fusese educată de maicile de la Notre Dame de Sion, refuza să divorțeze. După ce intră în posesia valizei, Voinea predă teancul de documente maistrului Vasile Bratu, rugându-l să le păstreze pentru ca acestea să nu ajungă în mâinile nemților. Inginerul se duce apoi la țară, la sora sa văduvă, căreia îi lasă o sumă mare de bani.
Acțiunile lui Voinea sunt descoperite de Gestapo și de Siguranță, iar inginerul este lichidat. Lupta antifascistă a patrioților români a continuat însă până la alungarea nemților din țară și transformarea țării în republică populară.
După trecerea mai multor ani, într-un muzeu are loc o expoziție închinată luptei antifasciste. Muncitorului Petre Bratu i se rezervă o statuie în centrul sălii, iar inginerului Voinea un bust pe margine. Expoziția este vizitată printre alții de maistrul Vasile Bratu, de soția inginerului și de doctorița Maria. Ieșit din muzeu, bătrânul sondor se plimbă prin oraș, printre fabrici în construcție pe care se află afișate lozinci comuniste. Pe lângă el trec muncitori tineri care cântă despre mândria de a fi brigadier, precum și fostul secretar Radu.

## Distribuție
- George Motoi — inginerul geolog Constantin Voinea, profesor universitar
- Gina Patrichi — proprietara mai multor sonde petroliere din zona Câmpina, colaboratoare a naziștilor
- Emanoil Petruț — maistrul sondor Vasile Bratu, ilegalist comunist
- Daniel Tomescu — muncitorul petrolist Petre Bratu, fiul lui Vasile Bratu, tânăr ilegalist comunist
- Val Paraschiv — Radu, secretarul și omul de încredere al patroanei, fiu de țărani
- Valentin Plătăreanu — Matei, servitorul patroanei, urmașul unei familii ruinate
- Lucia Mureșan — doctorița Maria, iubita ing. Voinea
- Maria Rotaru — Emilia, soția inginerului Voinea, fiica marelui chirurg Stancovici
- Eugenia Bosînceanu — Lisăndrina, sora inginerului Voinea, văduvă de război
- Ștefana Duncea — Florica, soția maistrului Bratu
- Eusebiu Ștefănescu — maiorul german Kleist
- Costel Constantin — ministrul guvernului antonescian
- Corneliu Revent — comisarul anchetator al Siguranței Statului
- Cornel Todea — șoferul mașinii puse la dispoziție ing. Voinea de Ambasada Germaniei
- Ion Colomieț
- Călin Angelescu
- Radu Palade
- Radu Ionescu — criticul muzical
- Victorița Dobre-Timonu
- Călin Ciornei
- Vasile Lupu
- Paul Nadolschi
- Jana Gorea — servitoarea familiei Voinea
- Adrian Ștefănescu
- Ion Barbu

## Producție
Scenarista și regizoarea Malvina Urșianu a realizat trei filme consacrate evenimentelor din august 1944: Serata (1971), Liniștea din adîncuri (1982) și Pe malul stîng al Dunării albastre (1983). Acțiunea din Liniștea în adîncuri este anterioară acțiunii din celelalte două filme. În fapt, regizoarea mărturisea în mai 1971, cu prilejul unei mese rotunde organizate de revista clujeană Tribuna, că a fost puternic marcată de evenimentele din august 1944 și considera că acel moment istoric „nu a fost un eveniment pe lângă care cei care l-au trăit indiferent de vârstă, să poată trece fără să și-l amintească, sau să-și poată permite să-l ignore în cursul carierei lor artistice”. Ea mărturisea că „în ceea ce mă privește, probabil că nu m-am eliberat de obsesia unor experiențe spirituale care mi-au marcat adolescența”.
Malvina Urșianu a fost preocupată în filmele sale de relația omului cu istoria. În studiul introductiv al volumului „Serata - de la scenariu la film”, Roxana Pană afirma că cele opt filme ale Malvinei Urșianu realizate până în 1989 constituie o operă coerentă și nu o simplă filmografie, regizoarea fiind „preocupată până la obsesie de temele majore, de meditația gravă, responsabilă, asupra dialecticii societății, filmele sale putând fi cu îndreptățire numite politice, în sensul implicării profunde și în cel al comunicării unui mesaj de nobila vibrație patriotică”.
Filmările au avut loc în anul 1981. Regizoarea ar fi vrut să-l distribuie în rolul principal pe Cornel Coman, dar actorul a murit la 16 ianuarie 1981. Ea a apelat însă la actori cu care mai colaborase și la filmele sale anterioare: George Motoi, Gina Patrichi, Emanoil Petruț, Daniel Tomescu, Val Paraschiv, Valentin Plătăreanu, Maria Rotaru, Lucia Mureșan, Eusebiu Ștefănescu, Costel Constantin, Corneliu Revent, Eugenia Bosînceanu.
Din echipa de producție făceau parte colaboratori mai vechi ai autoarei: operatorii Gheorghe Fischer și Alexandru Întorsureanu, dar și colaboratori noi: pictorița de costume Georgeta Solomon, monteuza Adina Georgescu-Obrocea și compozitorul Răzvan Cernat. Regizor secund a fost Nicu Gheorghe. Au fost folosiți pe post de consilieri prof. dr. Ion Ardeleanu (consilier istoric), col. Leonida Loghin (consilier militar) și ing. Iulian Balaban (consilier geolog). Filmul a fost realizat pe pelicule prelucrate în Studioul de Producție Cinematografică București.

## Recepție
Filmul Liniștea din adîncuri a fost vizionat de 1.015.280 de spectatori la cinematografele din România, după cum atestă o situație a numărului de spectatori înregistrat de filmele românești de la data premierei și până la data de 31.12.2007 alcătuită de Centrul Național al Cinematografiei.
Într-un interviu acordat în perioada filmărilor (1981) în revista Cinema, Malvina Urșianu își definea filmul, afirmând: „Dacă «Liniștea din adîncuri» nu are epic, are în schimb idei. Ideea principală este condiția vieții și condiția morții analizate într-un anume climat social și într-un moment anume al istoriei, într-o situație limită a ei”. În cronica din revista Cinema (nr. 10/1983) scrisă cu prilejul premierei filmului Pe malul stîng al Dunării albastre, Eva Sîrbu considera că filmul Liniștea din adîncuri este „un punct de vedere asupra ideii de sacrificiu”.
Criticul Tudor Caranfil a dat filmului o stea din cinci și a făcut următorul comentariu: „Profund impresionat de comportarea unui utecist de 19 ani care, osândit la moarte, spune cu emfază: «Nu mi-e frică să mor, ca și strămoșilor noștri daci!», inginerul petrolist Voinea intră, și el, în contact cu combatanții comuniști pentru a se înrola, cu tot ceea ce știe și poate, în bătălia antifascistă. Ecouri târzii și nostalgice ale Seratei, într-o însăilare narativă care îmbină retorismul cu banalitatea unor statui alegorice. Secv. rapel pentru caracterul festivist al filmului: epilogul-vernisaj al unei expoziții închinate luptei antifasciste. Muncitorului i se rezervă o statuie în centrul sălii, iar inginerului un bust pe margine!”
Jurnalistul Cristian Tudor Popescu, doctor în cinematografie și profesor asociat la UNATC, considera Liniștea din adîncuri drept un film cu caracter politic și propagandistic al epocii comuniste, care descrie lupta comuniștilor în ilegalitate și în perioada cuceririi puterii.

## Premii
Editoarea Adina Georgescu-Obrocea a primit în anul 1982 Premiul pentru montaj al Asociației Cineaștilor din România (ACIN) pentru filmul Liniștea din adîncuri.